# Apache Felix
Apache Felix a OSGi Release 5 mag keretrendszer specifikáció nyílt forráskódú megvalósítása. Az eredeti kódbázis az ObjectWeb Oscar projekt adományozásából származott. A Felixen a fejlesztők egy egész évet dolgoztak és számos fejlesztést hajtottak végre, megtartva az eredeti koncepciót és teljesítményt. 2007. június 21-én a projekt kilépett az inkubátorból és felső szintű projektté vált.
A Felix legkisebb méretű szoftvernek tekinthető az Apache Software Foundationnél.

## Felix futtatása
Az Apache Felix OSGi futtatásához le kell tölteni a felix-framework-4.x.x.tar.gz vagy felix-framework-4.x.x.zip tömörített fájlt az ASF oldaláról. A Felix keretrendszer disztribúció kitömörítése után parancssorból a kitömörítés könyvtárából a következő paranccsal lehet elindítani:
java -jar bin/felix.jar
Amint a csomagok installálva vannak és futnak, a help parancs a konzolból való kiadásával ki fogja írni az összes elérhető parancsot:
```
bundlelevel <level> <id> ... | <id> - set or get bundle start level.
cd [<base-URL>]                     - change or display base URL.
find <bundle-name>                  - display bundles matching substring.
headers [<id> ...]                  - display bundle header properties.
help                                - display impl commands.
inspect                             - inspect dependency information (e.g., packages, service, etc.).
install <URL> [<URL> ...]           - install bundle(s).
log [<max>] [error|warn|info|debug] - list recent log entries.
obr help                            - OSGi bundle repository.
ps [-l | -s | -u]                   - list installed bundles.
refresh [<id> ...]                  - refresh packages.
resolve [<id> ...]                  - attempt to resolve the specified bundles.
shutdown                            - shutdown framework.
start <id> [<id> <URL> ...]         - start bundle(s).
startlevel [<level>]                - get or set framework start level.
stop <id> [<id> ...]                - stop bundle(s).
sysprop [-r] [<key>] [<value>]      - Display, set, modify and remove system properties.
uninstall <id> [<id> ...]           - uninstall bundle(s).
update <id> [<URL>]                 - update bundle.
version                             - display version of framework.

```

## Felixet használó projektek
A következő listába az Apache Felix-et adoptáló projektek vannak összegyűjtve:
- ServiceMix 4[3] - Egy nyílt forráskódú ESB OSGi maggal. Tartalmaz JBI támogatást is.
- Apache Sling - OSGi-alapú alkalmazás réteg a JCR tartalom repository-hoz.
- EasyBeans - Nyílt forráskódú EJB 3 konténer.
- GlassFish (v3) - Java EE alkalmazásszerver.
- iDempiere - OSGi-alapú, nyílt forráskódú ERP (Enterprise Resource Planning) rendszer.
- JOnAS 5 - nyilt forráskódú Java EE 5 alkalmazásszerver.
- Project Fuji in Open ESB v3[halott link] - Pehelysúlyú moduláris ESB fő futtató környezet.
- Jitsi (korábban SIP Communicatorként ismert) - Nyílt forráskódú Java VoIP és multi-protokoll azonnali üzenetküldő.
- modulefusion - Nyílt forráskódú gyűjtemény a Java vállalati alkalmazásokhoz.
- NetBeans - Szabad többnyelvű IDE.
- Spring Roo - RAD eszköz a Java alapú vállalati alkalmazásokhoz
- Opencast Matterhorn - Nyílt forráskódú szoftverek az akadémiai audió és videó tartalmak előállításához, menedzseléséhez és terjesztéséhez, de leginkább az előadások felvételéhez.

## Fordítás
Ez a szócikk részben vagy egészben  az   Apache Felix című angol Wikipédia-szócikk ezen változatának fordításán alapul.  Az eredeti cikk szerkesztőit annak laptörténete sorolja fel. Ez a jelzés csupán a megfogalmazás eredetét és a szerzői jogokat jelzi, nem szolgál a cikkben szereplő információk forrásmegjelöléseként.